# A la deriva (novela)
A la deriva es una novela de 1979 de Penélope Fitzgerald. Se trata de su tercera novela y fue galardonada con el premio Booker ese mismo año. El libro explora las inquietudes emocionales de los habitantes de casas flotantes, personas que viven entre el agua y la tierra. Se inspiró en los años más difíciles de la propia vida de Fitzgerald, años durante los cuales vivió en una vieja barcaza de vela del Támesis amarrada en Battersea Reach.

## Argumento
Ambientada en 1961, la novela sigue a una excéntrica comunidad de propietarios de casas flotantes cuyas embarcaciones permanentemente amarradas se agrupan a lo largo de la insalubre orilla del río Támesis en Battersea Reach, Londres. Nenna, que vive a bordo del Grace con sus dos hijos Martha y Tilda, está obsesionada con la idea de que su marido Edward, del que está separada, vuelva con ella, mientras sus hijos corren como locos por la fangosa orilla. Maurice, que vive junto a ella en una barcaza a la que ha puesto el nombre de Maurice, se hace cargo de sus preocupaciones. Se gana la vida a duras penas como prostituto, trayendo hombres la mayoría de las noches desde el pub cercano, y permitiendo que su barco sea utilizado para el almacenamiento de bienes robados por su oscuro conocido, Harry. Willis, un anciano pintor marino, vive a bordo del Dreadnought, que espera vender a pesar de su grave fuga. Woodie es un empresario jubilado que vive a bordo del Rochester durante el verano y con su esposa Janet en Purley durante el invierno. Richard, a bordo de su dragaminas reconvertido en Lord Jim, es considerado el líder no oficial de la comunidad, tanto por su temperamento como por su pasado en la Real Reserva Naval de Voluntarios. Su esposa Laura anhela mudarse a una casa permanente en tierra.
Cuando el Dreadnought se hunde inesperadamente, Willis es acogido por Woodie en Rochester. Nenna se resiste a las súplicas de su próspera y enérgica hermana, que intenta convencerla de que se traslade a Canadá por el bien de sus hijas, y decide enfrentarse a Edward en su habitación alquilada en Stoke Newington, al norte de Londres. Al no poder persuadirlo de que regrese, vuelve a Grace a altas horas de la noche sintiéndose desolada, y se topa con Richard, quien le dice que su esposa acaba de abandonarlo. Pasan la noche juntos.
Richard descubre a Harry actuando de forma sospechosa con Maurice. Harry le ataca y Richard acaba en el hospital. Laura toma la incapacidad de su marido como la excusa que necesita para vender a Lord Jim y mudarse con Richard a una casa adecuada.
Maurice pasa una noche de tormenta en su camarote, bebiendo whisky en la oscuridad. Oye pasos torpes por encima de su cabeza y descubre que Edward (a quien no conoce) ha regresado, incapazmente borracho, tratando de encontrar a Nenna. La tormenta ha hecho volar la pasarela entre Maurice y Grace y, casi delirantes por la bebida, los dos hombres bajan por la escalera fija de Maurice, con la intención de cruzar de alguna manera las aguas bravas entre los dos barcos. Mientras se aferran a la escalera, el ancla del Maurice se desprende del barro, sus cuerdas de amarre se separan y el barco sale a flote con la marea.

## Personajes principales
- Nenna James, canadiense, con dos hijas(Martha, 12 y Tilda, 6) viviendo a bordo del Grace
- Edward, su esposo separado, vive en el norte de Londres.
- Richard Blake y su esposa Laura, viven a bordo de Lord Jim
- Sam Willis, un anciano pintor marino que vive a bordo del Dreadnought
- Maurice, un prostituto que vive a bordo de Maurice
- Woodie, un empresario jubilado que vive durante el verano a bordo del Rochester .

## Epígrafe
El epígrafe de la novela, "che mena il vento, e che batte la pioggia, e che s'incontran con si aspre lingue" ("a quien el viento impulsa, y a quien la lluvia golpea, y a quienes chocan con tales lenguas amargas") procede del Canto XI del Infierno de Dante.

## Trasfondo
El libro se inspiró en los años más difíciles de la propia Fitzgerald, años que había pasado viviendo en una vieja barcaza de vela del Támesis llamada Grace en Battersea Reach. Más tarde lamentó que algunas traducciones del título de la novela sugirieran "lejos de la orilla", cuando en realidad estaba escribiendo sobre barcos anclados a pocos metros de la orilla, y la "inquietud emocional de mis personajes, a medio camino entre la necesidad de seguridad y la dudosa atracción del peligro".

## Recepción de la crítica
La novela fue reseñada en The New York Times Book Review, The Independent  y The Guardian.
En su obra Understanding Penelope Fitzgerald (2004), Peter Wolfe caracterizó la novela como "una epopeya de bolsillo que recoge en 141 páginas la disolución fragmentaria de un modo de vida". Considera que la obra es la de un maestro, con una expansión más oscura que las dos primeras novelas de Fitzgerald, pero con el mismo rigor y precisión. La autora emplea, dijo, un estilo descriptivo sensual con una narrativa estrechamente entrelazada, y su extraño don para describir lo común y lo que se pasa por alto galvaniza el flujo.
En una introducción de 2013, Alan Hollinghurst señaló que A la deriva fue la novela en la que Fitzgerald encontró su forma, su técnica y su poder. Señaló que el retrato de grupo de los propietarios de barcos dentro de la novela se desarrolla constantemente, siendo el cambio y el flujo la esencia del libro, con la autora moviéndose entre los hilos de la historia con ingenio y facilidad.

## Premio booker
A la deriva ganó el Premio Booker en 1979. Hilary Spurling, una de las juezas, dijo más tarde que el jurado no pudo decidirse entre A Bend in the River y Darkness Visible, y se decantó por A la deriva como solución de compromiso. La sorprendente victoria del libro fue recibida con una reacción que el editor de Fitzgerald describió como "una desagradable demostración de rencor desnudo".